# Cua cạn

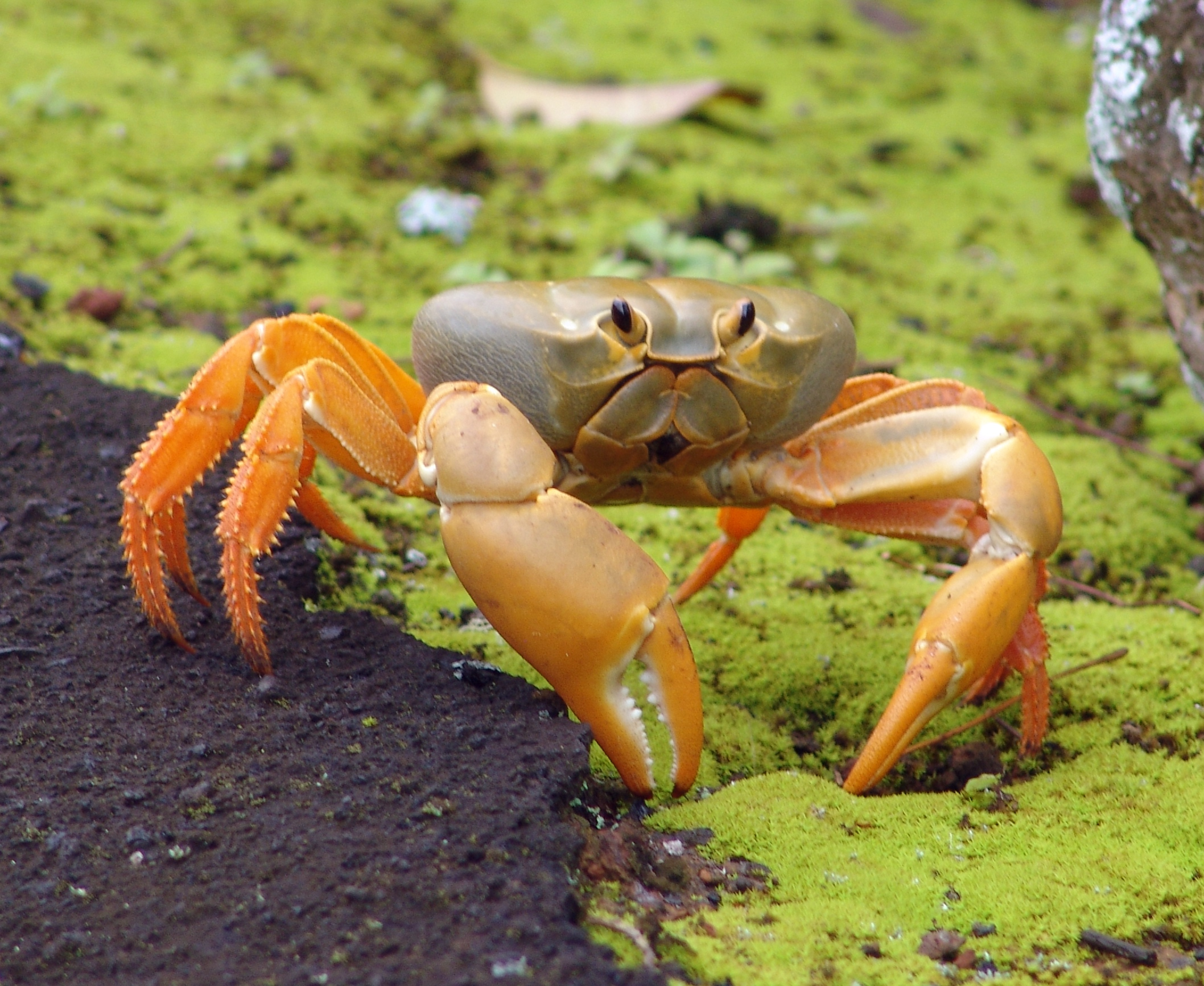
Một con cua đất

Cua cạn hay Cua đất là tên gọi chỉ chung cho một số giống cua đã tiến hóa để sống chủ yếu trên đất liền. Những loài đặc trưng của cua đất gồm họ Gecarcinidae và Gecarcinucidae, cũng như một số loài cua từ các họ cua khác, chẳng hạn như Sesarma. Mặc dù thuật ngữ cua đất thường được sử dụng để có nghĩa là chỉ các loài trong họ Gecarcinidae. Cua đất thường phát triển từ cua nước ngọt, kể từ khi thay đổi sinh thái cần thiết để sống trong nước ngọt trước sự thích nghi cho cuộc sống trên cạn

## Tổng quan
Không có sự phân biệt rõ ràng giữa cua thuộc nhóm sống trên "mặt đất" và "bán mặt đất" cũng không thể phân biệt giữa cua "bán mặt đất" và cua "thủy sản". Đây vẫn là những con cua thật sự, mặc dù ngay cả khi hầu hết cua đất thích nghi với môi trường sống trên mặt đất nhưng nó vẫn phải quay trở lại biển để đẻ trứng, hàng năm nó phải di cư ra biển. Sau gió mùa Ấn Độ Dương, cua đỏ đảo Christmas (Gecarcoidea natalis) di cư hàng loạt tạo thành một "thảm sống" cua. Các con cua có di chuyển lên đến 1,46 km (0.91 dặm) trong một ngày, và lên đến 4 km (2.5 dặm) tính chung.